# Mahindra Tractors
Mahindra Tractors er en indisk producent af jordbrugsmaskiner og traktorer. Det er et datterselskab til Mahindra & Mahindra. I 2010 var Mahindra den virksomhed i verden, der solgte flest traktorer.
M&M producerede deres første traktor i 1963, "Mahindra B-275" igennem et joint venture med International Harvester.